# MV Barbara D
MV Barbara D – statek towarowy pływający pod polską banderą. Obecnie wykorzystywany do przewozu towarów drobnicowych oraz ponadgabarytowych, przede wszystkim na obszarze Morza Bałtyckiego i Północnego. Najczęściej obsługuje porty: Elbląg, Gdańsk, Antwerpia, Hamburg, Kłajpeda, Rotterdam oraz skandynawskie.